# 对角线规则

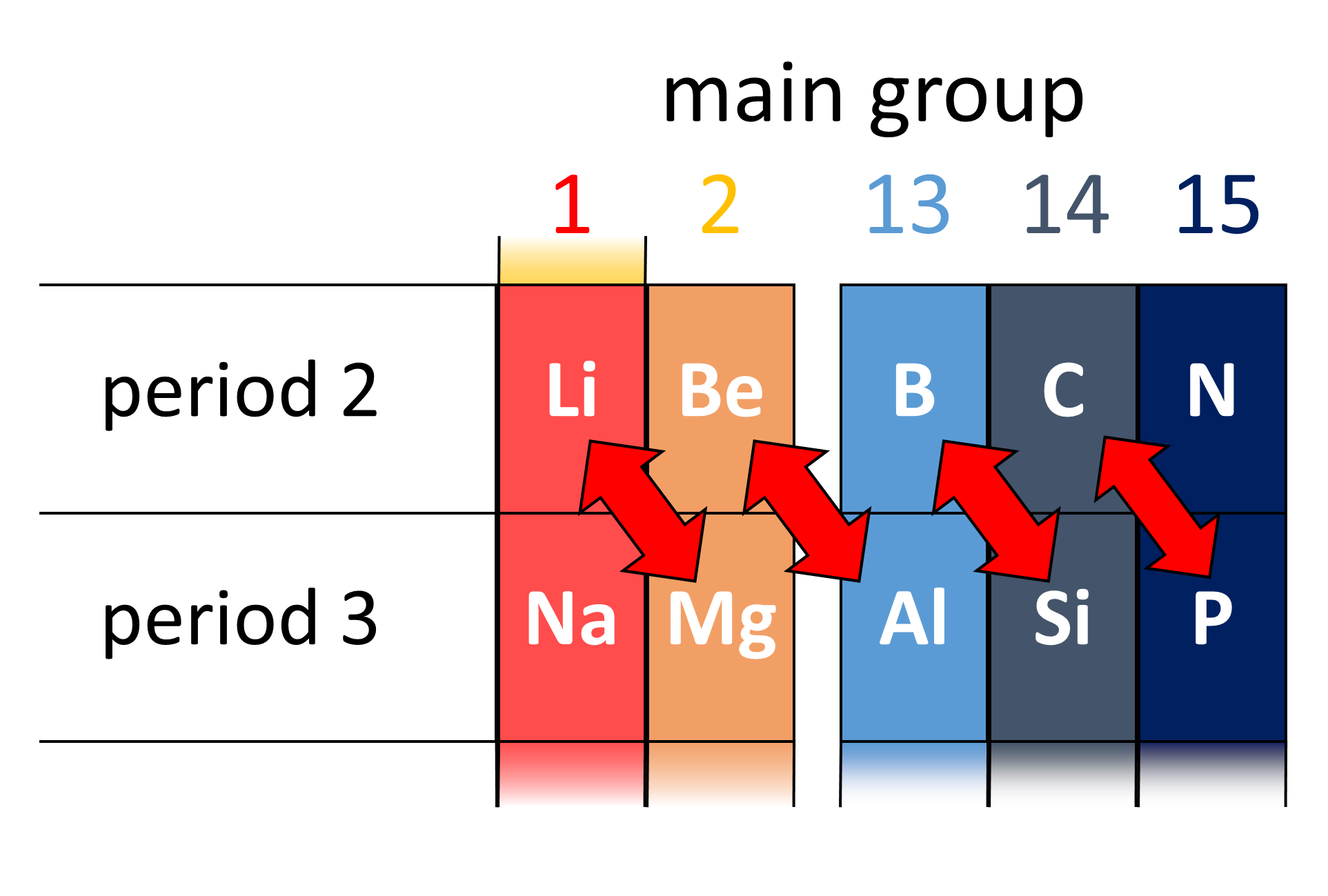
主族元素的对角线规则

锂的化学性质与其它碱金属有明显差别，但却与镁明显相似。铍也有类似的现象，铍的化学性质与其它碱土金属有明显差别，但却与铝明显相似。这种现象叫做对角线规则(或斜向關係)。

## 例子

### 锂、鎂
1. 磷酸锂、磷酸镁难溶于水，碳酸锂、碳酸镁溶解性都很小，其中碳酸锂和碳酸镁均微溶于水。而其它碱金属的碳酸盐和磷酸盐则易溶。
2. 碳酸锂和碳酸镁不太稳定，受热分解成氧化物。而其它碱金属的碳酸盐则需要在极高的温度下才能分解。
3. 锂、镁能直接与氮化合，生成氮化锂和氮化镁。而其它碱金属则不行。
4. 氢化锂对热稳定，900度时仍不分解。相反，氢化钠在350度时就分解了。

### 铍、鋁
1. 氧化铍和氧化铝呈两性，既能與酸進行中和作用、又能與碱絡合。而其它碱土金属的氧化物则呈碱性。
2. 铍化合物和铝化合物有共价成分，因此熔点较低，熔融状态不导电，能溶于有机溶剂，遇水易水解。而其它碱土金属的化合物则完全是离子性的。

### 硼、硅
1. 两者都是类金属，单质状态下都有金属性。
2. 自然界中多以氧化物形式存在，B-O和Si-O十分稳定。
3. 氢化物（硼烷和硅烷）多种多样，是共价型化合物。
4. 卤化物都是路易斯酸，能完全水解。
5. 氧化物及其水化物是弱酸。

### 碳、磷
1. 单质有多种同素异形体，参见碳的同素异形体、磷的同素异形体。
2. 低价氧化物的水化物（甲酸、次磷酸、亚磷酸）有还原性，且酸性强于最高价氧化物的水化物（碳酸、磷酸）。